# Liste von Hulu-Eigenproduktionen
In dieser Liste sind alle exklusiven Produktionen der Videoplattform Hulu. Die Serien und Filme werden Hulu Originals genannt.

## Laufende Serien

### Drama
| Titel                   | Genre               | Premiere           | Umfang                | Status/Anmerkung |
| ----------------------- | ------------------- | ------------------ | --------------------- | ---------------- |
| American Horror Stories | Horror              | 15. Juli 2021      | 3 Staffeln, 24 Folgen |                  |
| Nine Perfect Strangers  | Drama               | 18. August 2021    | 2 Staffeln, 16 Folgen |                  |
| Tell Me Lies            | Drama               | 7. September 2022  | 2 Staffeln, 18 Folgen | Verlängert       |
| Reasonable Doubt        | Drama               | 27. September 2022 | 2 Staffeln, 19 Folgen | Verlängert       |
| Shōgun                  | Literaturverfilmung | 27. Februar 2024   | 1 Staffel, 10 Folgen  | Verlängert       |
| Paradise                | Thriller            | 26. Januar 2025    | 1 Staffel, 8 Folgen   | Verlängert       |

### Comedy
| Titel                         | Genre   | Premiere        | Umfang                | Status/Anmerkung |
| ----------------------------- | ------- | --------------- | --------------------- | ---------------- |
| Only Murders in the Building  | Dramedy | 31. August 2021 | 4 Staffeln, 40 Folgen | Verlängert       |
| The Bear: King of the Kitchen | Dramedy | 23. Juni 2022   | 3 Staffeln, 28 Folgen | Verlängert       |
| Deli Boys                     | Comedy  | 6. März 2025    | 1 Staffel, 10 Folgen  |                  |
| Mid-Century Modern            | Sitcom  | 28. März 2025   | 1 Staffel, 10 Folgen  |                  |

### Animation
| Titel               | Genre                        | Premiere          | Umfang                | Status/Anmerkung |
| ------------------- | ---------------------------- | ----------------- | --------------------- | ---------------- |
| The Bravest Knight  | Fantasy                      | 21. Juni 2019     | 2 Staffeln, 19 Folgen |                  |
| Solar Opposites     | Science-Fiction-Sitcom       | 8. Mai 2020       | 5 Staffeln, 53 Folgen |                  |
| Marvel’s Hit-Monkey | Science-Fiction, Superhelden | 17. November 2021 | 2 Staffeln, 20 Folgen |                  |

### Reality
| Titel                            | Genre             | Premiere          | Umfang                | Status/Anmerkung |
| -------------------------------- | ----------------- | ----------------- | --------------------- | ---------------- |
| The Kardashians                  | Reality-Show      | 14. April 2022    | 6 Staffeln, 60 Folgen |                  |
| Vanderpump Villa                 | Reality-Show      | 1. April 2024     | 2 Staffeln, 22 Folgen |                  |
| Dress My Tour                    | Reality-Show      | 23. Juli 2024     | 1 Staffel, 10 Folgen  |                  |
| Dance Moms: A New Era            | Reality-Show      | 7. August 2024    | 1 Staffel, 10 Folgen  |                  |
| The Secret Lives of Mormon Wives | Reality-Show      | 6. September 2024 | 2 Staffeln, 18 Folgen |                  |
| Muslim Matchmaker                | Dating-Show       | 11. Februar 2025  | 1 Staffel, 8 Folgen   |                  |
| Got to Get Out                   | Reality-Spielshow | 11. April 2025    | 1 Staffel, 8 Folgen   |                  |

### Co-Produktionen
Diese Serien wurden von Hulu in Zusammenarbeit mit einem Partner-Fernsehsender in Auftrag gegeben.
| Titel      | Genre         | Partner                 | Premiere        | Umfang                | Status/Anmerkung |
| ---------- | ------------- | ----------------------- | --------------- | --------------------- | ---------------- |
| Spellbound | Fantasy-Drama | France Télévisions, ZDF | 31. August 2023 | 2 Staffeln, 39 Folgen |                  |
| Queenie    | Drama         | Channel 4               | 7. Juni 2024    | 1 Staffel, 8 Folgen   |                  |

### Fortsetzungen
Diese Sendungen wurden entweder von Hulu für weitere Staffeln übernommen, nachdem frühere Staffeln auf einem anderen Sender ausgestrahlt wurden, oder sie wurden von einem anderen Sender nach Hulu verlegt und auf dem Dienst uraufgeführt, ohne als Hulu Originals vermarktet zu werden.
| Titel                   | Genre                             | Vorheriger Sender                               | Premiere      | Umfang                | Status/Anmerkung |
| ----------------------- | --------------------------------- | ----------------------------------------------- | ------------- | --------------------- | ---------------- |
| The Orville (Staffel 3) | Science-Fiction, Comedy           | Fox                                             | 2. Juni 2022  | 1 Staffel, 10 Folgen  | Verlängert       |
| Futurama (seasons 8–9)  | Science-Fiction-Zeichentrickserie | Fox (Staffel 1–4), Comedy Central (Staffel 5–7) | 24. Juli 2023 | 2 Staffeln, 20 Folgen | Verlängert       |

## Abgeschlossene Serien

### Drama
| Titel                                     | Genre                              | Premiere          | Umfang                |
| ----------------------------------------- | ---------------------------------- | ----------------- | --------------------- |
| The Confession                            | Thriller, Drama                    | 28. März 2011     | 1 Staffel, 10 Folgen  |
| East Los High                             | Teen Drama                         | 3. Juni 2013      | 4 Staffeln, 61 Folgen |
| The Path                                  | Drama                              | 30. März 2016     | 3 Staffeln, 36 Folgen |
| 11.22.63 – Der Anschlag                   | Mystery, Science Fiction, Thriller | 15. Februar 2016  | 1 Staffel, 8 Folgen   |
| Freakish                                  | Horror                             | 10. Oktober 2016  | 2 Staffeln, 20 Folgen |
| Chance                                    | Krimi, Psycho-Thriller, Mystery    | 19. Oktober 2016  | 2 Staffeln, 20 Folgen |
| Shut Eye                                  | Drama                              | 7. Dezember 2016  | 2 Staffeln, 20 Folgen |
| Dimension 404                             | Science-Fiction, Horror            | 4. April 2017     | 1 Staffel, 6 Folgen   |
| The Handmaid’s Tale – Der Report der Magd | Dystopie                           | 26. April 2017    | 6 Staffeln, 66 Folgen |
| Marvel’s Runaways                         | Action                             | 21. November 2017 | 3 Staffeln, 33 Folgen |
| The Looming Tower                         | Drama                              | 28. Februar 2018  | 1 Staffel, 10 Folgen  |
| Castle Rock                               | Mystery, Fantasy, Horror           | 25. Juli 2018     | 2 Staffeln, 20 Folgen |
| Leicht wie eine Feder                     | Thriller, Horror                   | 12. Oktober 2018  | 2 Staffeln, 26 Folgen |
| The Act                                   | True Crime                         | 20. März 2019     | 1 Staffel, 8 Folgen   |
| Eine wie Alaska                           | Teen Drama                         | 18. Oktober 2019  | 1 Staffel, 8 Folgen   |
| Reprisal                                  | Action                             | 6. Dezember 2019  | 1 Staffel, 10 Folgen  |
| Devs                                      | Science-Fiction                    | 5. März 2020      | 1 Staffel, 8 Folgen   |
| Little Fires Everywhere                   | Drama                              | 18. März 2020     | 1 Staffel, 8 Folgen   |
| Mrs. America                              | History                            | 15. April 2020    | 1 Staffel, 9 Folgen   |
| Monsterland                               | Horror                             | 2. Oktober 2020   | 1 Staffel, 8 Folgen   |
| Helstrom                                  | Horror                             | 16. Oktober 2020  | 1 Staffel, 10 Folgen  |
| A Teacher                                 | Drama                              | 10. November 2020 | 1 Staffel, 10 Folgen  |

### Comedy
| Titel                       | Genre                 | Premiere          | Umfang                |
| --------------------------- | --------------------- | ----------------- | --------------------- |
| Battleground                | Dramedy, Mockumentary | 14. Februar 2012  | 1 Staffel, 13 Folgen  |
| Quick Draw                  | Western               | 5. August 2013    | 2 Staffeln, 18 Folgen |
| Deadbeat                    | Mystery               | 9. April 2014     | 3 Staffeln, 36 Folgen |
| The Hotwives                | Sitcom, Satire        | 15. Juli 2014     | 2 Staffeln, 14 Folgen |
| The Neighbors               | Sitcom                | 14. März 2015     | 1 Staffel, 6 Folgen   |
| Difficult People            | Sitcom                | 5. August 2015    | 2 Staffeln, 18 Folgen |
| Casual                      | Dramedy               | 7. Oktober 2015   | 4 Staffeln, 44 Folgen |
| Future Man                  | Science-Fiction       | 14. November 2017 | 3 Staffeln, 34 Folgen |
| All Night                   | Teen Comedy           | 11. Mai 2018      | 1 Staffel, 10 Folgen  |
| Four Weddings and a Funeral | Romantische Komödie   | 31. Juli 2019     | 1 Staffel, 10 Folgen  |
| High Fidelity               | Romantische Komödie   | 14. Februar 2020  | 1 Staffel, 10 Folgen  |
| The Awesomes                | Comedy                | 1. August 2013    | 3 Staffeln, 30 Folgen |

## Filme

### Spielfilme
| Titel                               | Genre                     | Premiere          | Laufzeit             |
| ----------------------------------- | ------------------------- | ----------------- | -------------------- |
| Little Monsters                     | Comedy                    | 27. Januar 2019   | 1 Stunde, 34 Minuten |
| Wounds                              | Horror                    | 26. Januar 2019   | 1 Stunde, 34 Minuten |
| Big Time Adolescence                | Comedy, Jugendfilm        | 28. Januar 2019   | 1 Stunde, 30 Minuten |
| Palm Springs                        | Romantische Komödie       | 26. Januar 2020   | 1 Stunde, 30 Minuten |
| The Binge                           | Comedy                    | 28. August 2020   | 1 Stunde, 38 Minten  |
| Books of Blood                      | Drama, Horror, Mystery    | 7. Oktober 202    | 1 Stunde, 47 Minuten |
| Bad Hair                            | Comedy, Horror            | 23. Oktober 2020  | 1 Stunde, 42 Minuten |
| Run – Du kannst ihr nicht entkommen | Horror, Mystery, Thriller | 20. November 2020 | 1 Stunde, 30 Minuten |
| Happiest Season                     | Dramedy                   | 25. November 2020 | 1 Stunde, 42 Minuten |
| The Ultimate Playlist of Noise      | Dramedy                   | 15. Januar 2021   | 1 Stunde, 39 Minuten |
| Grimcutty                           | Horror                    | 10. Oktober 2022  | 1 Stunde, 41 Minuten |